# O Solitude

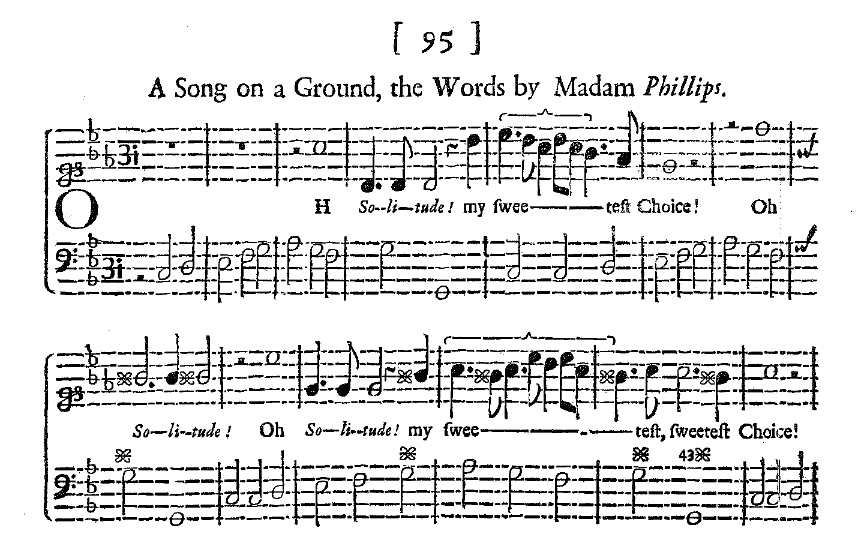
Premières mesures de "O Solitude", édition de 1706

O Solitude (Z. 406), plus précisément O solitude, my sweetest choice, est une chanson du compositeur baroque anglais Henry Purcell. C'est une œuvre pour voix de soprano ou contreténor, accompagnée par un ostinato de basse et un continuo. Elle a été composée probablement vers 1684-1685. Le texte est la traduction anglaise d'un poème français de Saint-Amant réalisée par la poétesse anglaise Katherine Philips. L'oeuvre est considérée comme l'un des chefs-d’œuvre de la musique vocale de Purcell.

## Musique
La musique, en do mineur, est fondée sur un ostinato de basse de 11 notes, répété 28 fois. Cet ostinato avait déjà été utilisé par Purcell dans l'introduction orchestrale de son anthem In thee, O Lord, do I put my trust (Z. 16),. Ce procédé est très utilisé par les compositeurs anglais de l'époque comme Purcell, ou John Blow, sous le nom de Ground Bass. L'ostinato monte du premier au cinquième degré de la gamme, tourne autour du cinquième degré avant de sauter à l'octave plus grave, pour revenir au premier. I II II IV V VI V IV V V(plus grave) I. Les notes sont égales, sauf le cinquième degré grave dont la durée est double.
Cependant, la musique n'engendre pas de lassitude ou de monotonie, de par une déclinaison harmonique du motif riche et inventive et une grande liberté de la voix, ainsi que des transitions habiles entre les répétitions, masquant quelque peu celles-ci, Purcell évitant de débuter les phrases au même moment de l'ostinato.

## Paroles
Purcell a utilisé une traduction due à la poétesse anglaise Katherine Philips, d'un poème en vingt strophes du poète français Marc-Antoine Girard de Saint-Amant de 1617 La Solitude,. Il en reprend la première strophe, la dernière, et une partie de la troisième.

### Texte de Katherine Philips utilisé par Purcell
| O Solitude O solitude, my sweetest choice! Places devoted to the night, Remote from tumult and from noise, How ye my restless thoughts delight! O solitude, my sweetest choice! O heav’ns! what content is mine To see these trees, which have appear’d From the nativity of time, And which all ages have rever’d, To look today as fresh and green As when their beauties first were seen. | O, how agreeable a sight These hanging mountains do appear, Which th’ unhappy would invite To finish all their sorrows here, When their hard fate makes them endure Such woes as only death can cure. O, how I solitude adore! That element of noblest wit, Where I have learnt Apollo’s lore, Without the pains to study it. | For thy sake I in love am grown With what thy fancy does pursue; But when I think upon my own, I hate it for that reason too, Because it needs must hinder me From seeing and from serving thee. O solitude, O how I solitude adore! |

### Texte de Saint-Amant correspondant
D'après l'édition d'Auguste Dorchain (voir liens Wikisource)
| Ô Solitude Ô que j’aime la solitude ! Que ces lieux consacrés à la nuit. Éloignés du monde et du bruit, Plaisent à mon inquiétude ! Ô que j’aime la solitude ! Mon Dieu ! que mes yeux sont contents De voir ces bois, qui se trouvèrent À la nativité du temps, Et que tous les siècles révèrent, Être encore aussi beaux et verts Qu’aux premiers jours de l’univers ! | Que je prends de plaisir à voir Ces monts pendants en précipices. Qui, pour les coups du désespoir. Sont aux malheureux si propices. Quand la cruauté de leur sort. Les force à rechercher la mort. Oh ! que j’aime la solitude ! C’est l’élément des bons esprits, C’est par elle que j’ai compris L’art d’Apollon sans nulle étude. | Je l’aime pour l’amour de toi, Connaissant que ton humeur l’aime ; Mais quand je pense bien à moi. Je la hais pour la raison même : Car elle pourrait me ravir L’heur de te voir et te servir. Ô que j’aime la solitude ! |